# Museo Nacional de Bellas Artes (Brasil)
El Museo Nacional de Bellas Artes (MNBA) es un museo de arte ubicado en Río de Janeiro, Brasil. Tiene la mayor colección de obras de arte del siglo XIX y es uno de los más importantes museos de ese género en ese país. 

## Historia y estructura
Aunque el museo fue creado oficialmente recién el 13 de enero de 1937, e inaugurado el 19 de agosto de 1938, su historia es más antigua y se remonta a la llegada de la familia real portuguesa a Río de Janeiro en 1808, ya que Juan VI se hizo acompañar de un conjunto de obras de arte, algunas de las cuales permanecieron en el país luego de que él regresara a Europa. Esas obras formaron el núcleo inicial de la colección.
Por otro lado, algunos años después de su llegada a Brasil, el rey fundó la Escuela Real de Ciencias, Artes y Oficios, que, en un principio, funcionó en un edificio propio construido por Grandjean de Montigny, uno de los integrantes de la Misión Francesa y profesor de la escuela. La escuela se inauguró en 1826 por el emperador Pedro I, ocasión en que pasó a ser llamada como la Academia Imperial de Bellas Artes. Con el paso de los años, la Academia Imperial formó una importante pinacoteca y una gliptoteca y, con la llegada de la república, la academia fue rebautizada como Escuela Nacional de Bellas Artes. Permaneció en el mismo edificio hasta la construcción de su sede actual en la avenida Rio Branco, entonces llamada "Avenida Central", arteria abierta en la gestión de Pereira Passos durante una gran reforma urbanística promovida en el centro de la ciudad de Río de Janeiro a inicios del siglo XX.

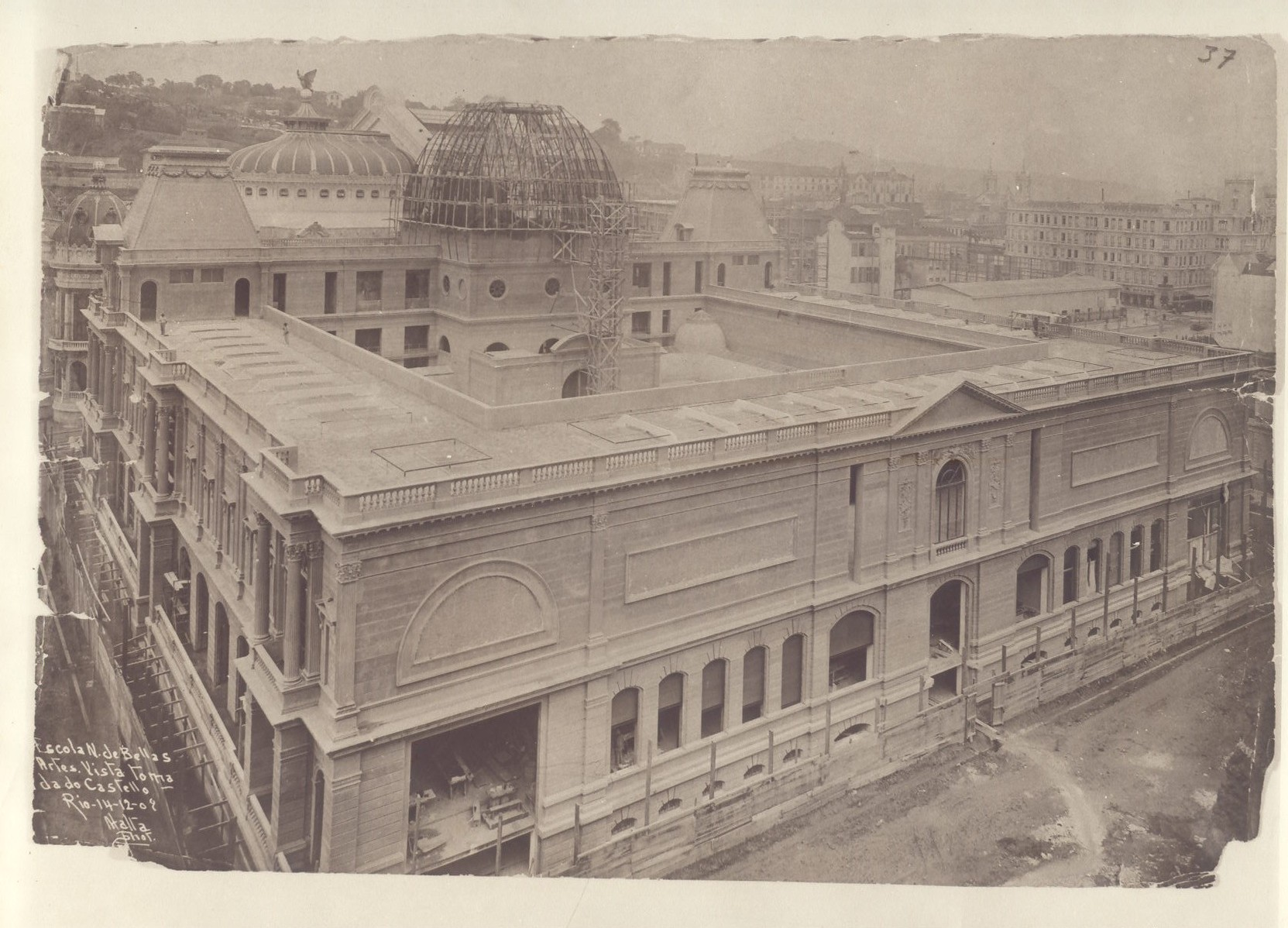
El edificio en construcción

El autor del proyecto fue el arquitecto español Adolfo Morales de los Ríos, que tomó como modelo el Museo del Louvre, en París. Durante la construcción, sin embargo, el diseño sería cambiado, posiblemente por Rodolfo Bernardelli, entonces director de la escuela. Más tarde Archimedes Memoria realizó otros cambios. El resultado fue una construcción eclética, con fachadas en distintos estilos. La fachada principal en la avenida Rio Branco está inspirada en el renacimiento francés, con frontones, columnatas y relieves en terracota representando las grandes civilizaciones de la Antigüedad, además de medallones pintados por Henrique Bernardelli con retratos de los integrantes de la Misión Francesa y otros artistas brasileños. Las fachadas laterales son más simples y hacen referencia al renacimiento italiano; poseen mosaicos parisienses con figuras de arquitectos, pintores y teóricos del arte, como Vasari, Vitruvio y Da Vinci. La fachada posterior es un ejemplo del más puro y austero neoclasicismo, con relieves ornamentales de Edward Cadwell Spruce. En la decoración interna se utilizaron materiales nobles como mármol y mosaicos, estucos, cristales, cerámicas francesas y estatuas. El edificio fue declarado patrimonio por el Instituto del Patrimonio Histórico y Artístico Nacional el 24 de mayo de 1973.
Finalizada la gran obra y abierta al público en 1908, se procedió a la transferencia de las instalaciones de la Escuela Nacional para ahí. El archivo de la pinacoteca fue instalado en el tercer piso, la colección de copias de estatuas clásicas utilizada para el estudio encontró espacio en el segundo piso, con una museografía especialmente concebida para destacarlas, y los atelieres de las clases prácticas y la administración de la escuela quedaron en el cuarto piso. En 1931, la Escuela Nacional fue incorporada a la Universidad de Río de Janeiro, cerrando así su historia como institución independiente.

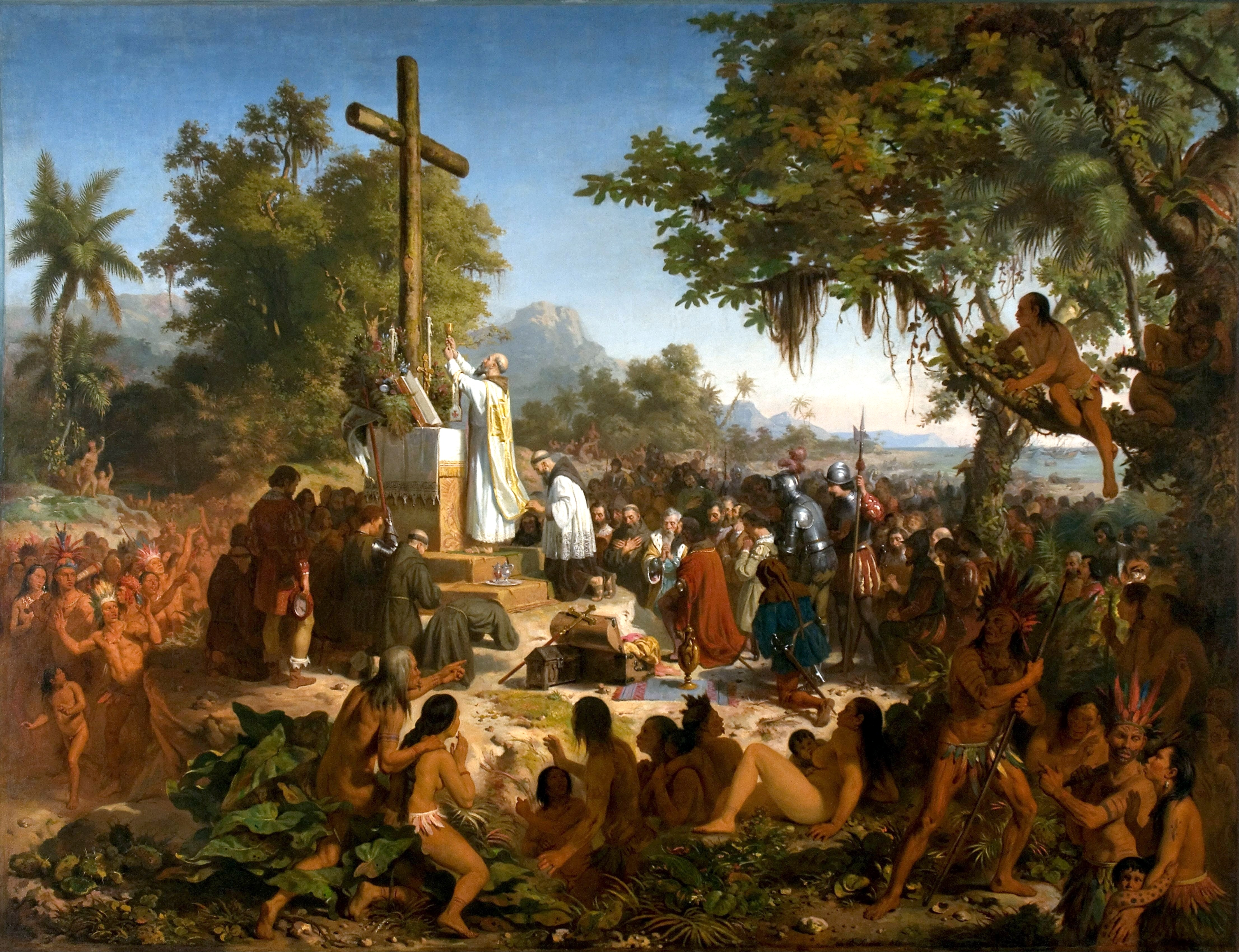
Victor Meirelles: La primera misa en Brasil, óleo sobre tela, 1861.

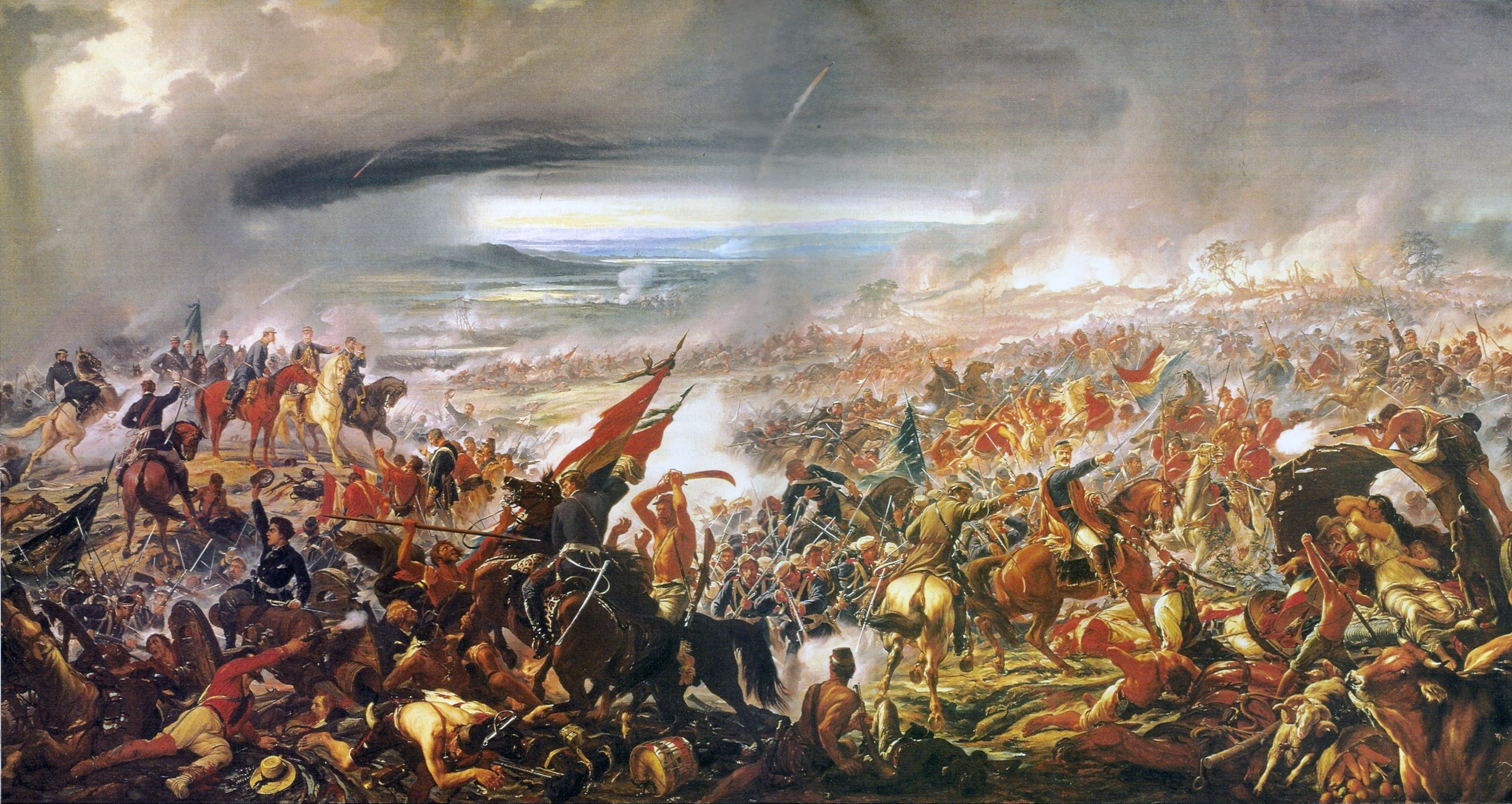
Pedro Américo: La batalla de Avaí, óleo sobre tela, 1872-77.

Con la creación del Museo Nacional de Bellas Artes en 1937 por el ministro de Cultura Gustavo Capanema, se realizaron mudanzas. La colección de la Escuela Nacional pasó a constituir la colección del museo y los ateliers y sectores administrativos permanecieron en el edificio, pero, entre las décadas de 1950 y 1970, algunos cursos fueron transferidos para otros lugares mientras la escuela cambiaba nuevamente de nombre pasando a llamarse ahora "Escuela de Bellas Artes". En 1975, las clases que aún se daban en el edificio del museo fueron transferidas para una sede en la Ilha do Fundão, proyectada por Jorge Moreira en arquitectura moderna, donde continúan hasta hoy sus actividades. En el traslado, la colección que antes era compartida por ambas instituciones - museo y escuela - fue dividido. La mayor parte de la colección artística permaneció en el Museo Nacional mientras que otra parte, compuesta principalmente de documentos y de obras de arte didácticas o producidas en actividades pedagógicas, y la "Colección Jeronymo Ferreira das Neves" (donada a la Escuela de Bellas Artes en 1947) siguieron con ella pasando a constituir el Museo Dom João VI. Con la salida definitiva de la Escuela del edificio del museo, los espacios abiertos fueron ocupados por la Fundación Nacional de Artes.
En la década de 1980, el edificio estaba en estado de completo abandono, con serios problemas estructurales que amenazaban las colecciones, lo que también ahuyentó al público. Entonces se realizaron diversas reformas para modernizar el equipamiento expositivo y reformular la museografía pero se preservó íntegramente el estilo y la decoración que recuperaron su esplendor original. A mediados de los años 1990, la Fundación Nacional de Artes desocupó las alas donde funcionaba y, al final, el Museo Nacional pudo disponer integralmente de su edificio. Hoy, plenamente recuperado y con equipamiento actualizado, el Museo Nacional de Bellas Artes es el más importante museo de arte brasileño del siglo XX, uno de los museos brasileños más afamados internacionalmente y uno de los más grandes en su género en toda Sudamérica.
Posee más de 673 384 metros cuadrados de áreas de exposición y 179 732 metros cuadrados de reservas técnicas. Además de los espacios de exposición y los sectores administrativos, el museo posee un "Departamento de Conservación y Restauración" con laboratórios especializados para trabajaos de pintura y papel, las "Reservas Técnicas" y la "Oficina de Molduras y Yeso".
Su biblioteca esta especializada en artes plásticas de los siglos XIX y XX, reuniendo obras raras y colecciones de periódicos, monografías y catálogos de exposiciones, además de documentos y fotografías que registran la historia de la institución desde la Academia Imperial, incluyendo colecciones particulares de algunos artistas.

## Colección

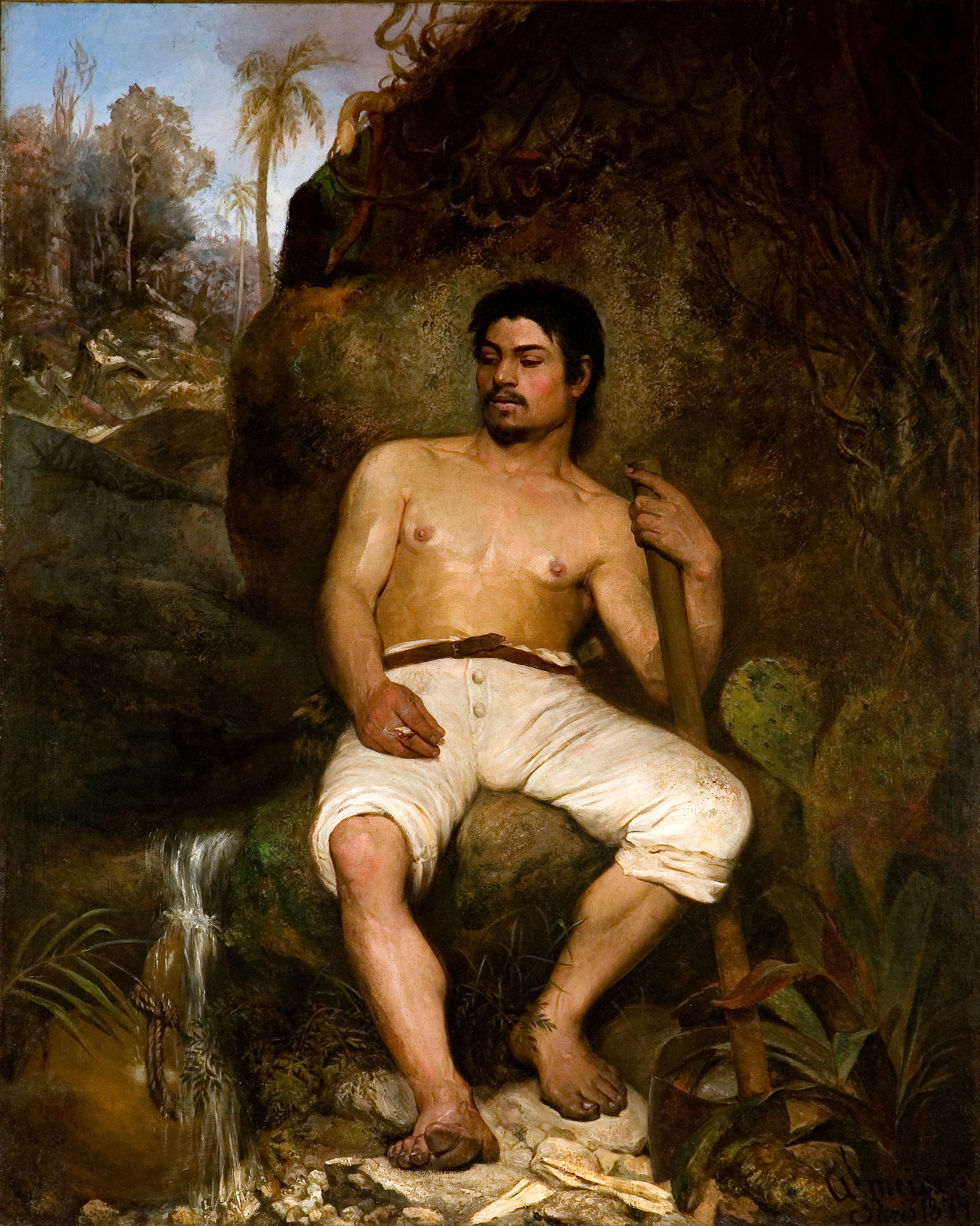
Almeida Júnior: La aldaba brasileña, óleo sobre tela, 1875.

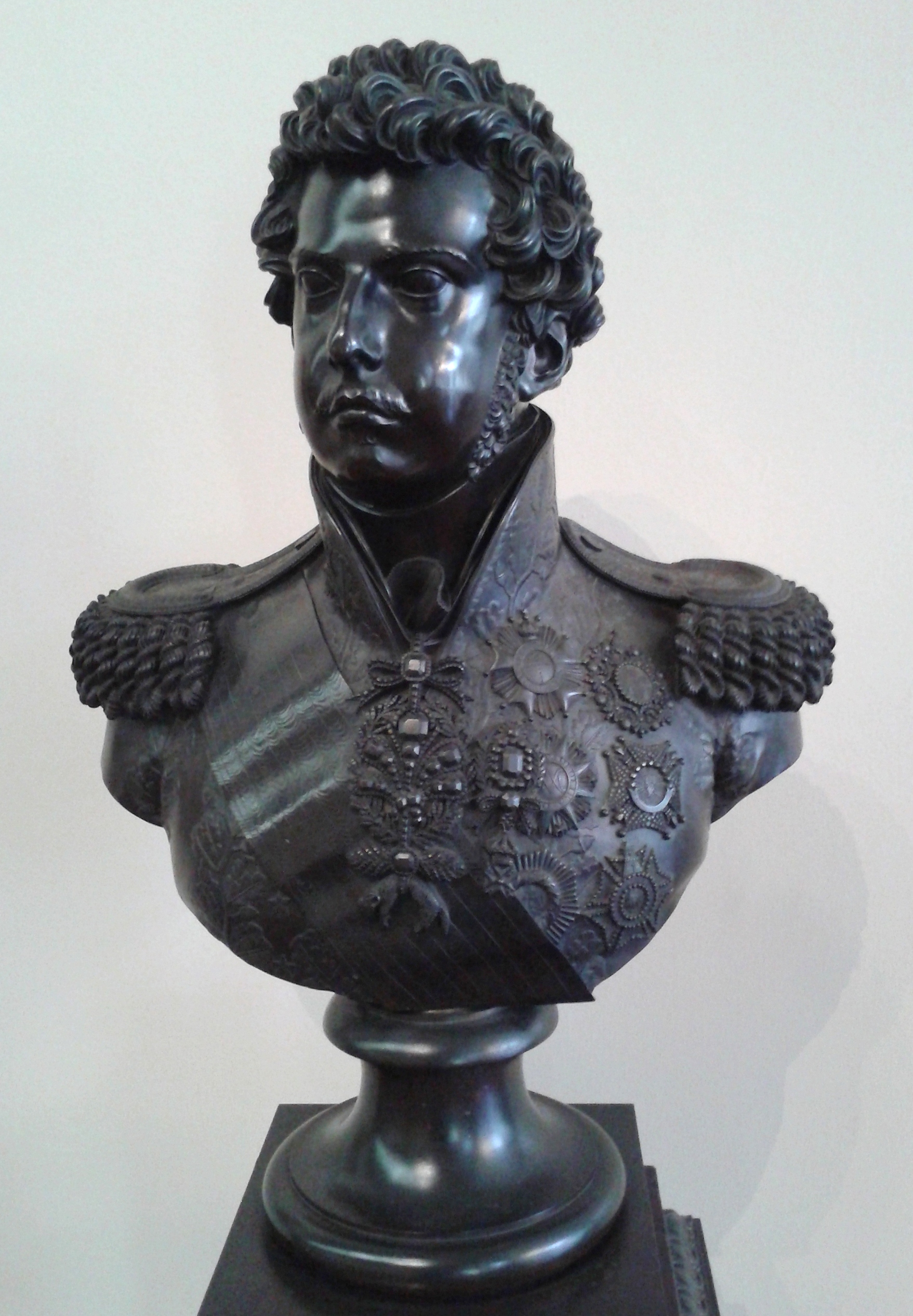
Marc Ferrez: Busto de Dom Pedro I, bronce, 1826.

La colección del museo se inició con el conjunto de obras de arte traídas por Juan VI en 1808 y fue siendo ampliado a lo largo de todo el siglo XIX e inicios del XX con la incorporación de la colección de la Escuela Nacional y otras adquisiciones. Hoy cuenta con cerca de 15,000 piezas entre pinturas, esculturas, dibujos y grabados de artistas brasileños y extranjeros, además de una colección de arte decorativo, mobiliario, popular y un conjunto de piezas de arte africano.